# Тоцький Петро Корнійович
Петро́ Корні́йович То́цький (10 січня 1909, селище Пологи Катеринославської губернії, тепер місто Пологівського району Запорізької області — 12 січня 1979, місто Львів) — український радянський діяч, залізничник, старший машиніст паровоза депо Львів-Захід Львівської залізниці. Герой Соціалістичної Праці (1.08.1959).

## Біографія
У 1929—1930 роках — тракторист Пологівської машинно-тракторної станції (МТС) на Запоріжжі.
З 1930 року — робітник, машиніст паровоза на залізниці.
Член ВКП(б) з 1939 року.
Учасник німецько-радянської війни. З 1942 року — старший машиніст колони № 1 паровозів особливого резерву Народного комісаріату шляхів сполучення СРСР. Виконував перевезення військових вантажів під час Сталінградської битви, звільнення Білорусі від німецьких військ та інших операцій.
У 1940-х — 1970-х роках — старший машиніст паровоза депо Львів-Захід Львівської залізниці (Львівська область). Очолював бригаду комуністичної праці депо Львів-Захід.
1 серпня 1959 року Петру Тоцькому було присвоєне звання Героя Соціалістичної Праці з врученням ордена Леніна і золотої медалі «Серп і молот» за видатні успіхи, досягнуті в справі розвитку залізничного транспорту.
Потім — на пенсії в місті Львові.

## Нагороди
- Герой Соціалістичної Праці (1.08.1959)
- два ордени Леніна (1.08.1959)
- орден Трудового Червоного Прапора (6.08.1952)
- медаль «За відвагу» (22.04.1945)
- медаль «За трудову доблесть» (28.05.1960)
- медалі
- значок «Почесного залізничника»